# Campeonato Mundial de Natação em Piscina Curta de 2022 - 1500 m livre masculino
A prova dos 1500 metros nado livre masculino do Campeonato Mundial de Natação em Piscina Curta de 2022 foi disputada no dia 13 de dezembro de 2022, no Melbourne Sports and Aquatics Centre, em Melbourne, na Austrália.

## Recordes
Antes desta competição, os recordes mundiais e do campeonato nesta prova eram os seguintes:
|                       | Nome              | Nacionalidade | Tempo    | Local     | Data                   |
| --------------------- | ----------------- | ------------- | -------- | --------- | ---------------------- |
| Recorde mundial       | Florian Wellbrock | Alemanha      | 14:06.88 | Abu Dhabi | 21 de dezembro de 2021 |
| Recorde do campeonato | Florian Wellbrock | Alemanha      | 14:06.88 | Abu Dhabi | 21 de dezembro de 2021 |

## Medalhistas
| Ouro                       | Prata             | Bronze                    |
| Gregorio Paltrinieri (ITA) | Damien Joly (FRA) | Henrik Christiansen (NOR) |

## Cronograma
Todos os horários são locais (UTC+11).
| Data           | Hora          | Evento |
| -------------- | ------------- | ------ |
| 13 de dezembro | 13:36 e 20:55 | Final  |

## Resultado final
A final foi realizada no dia 13 de dezembro com início às 13:36 para as baterias mais lentas e às 20:55 para as mais rápidas
| Colocação         | Bateria | Raia | Nadador              | Nacionalidade                  | Tempo    | Notas            |
| ----------------- | ------- | ---- | -------------------- | ------------------------------ | -------- | ---------------- |
| Medalha de ouro   | 3       | 4    | Gregorio Paltrinieri | Itália                         | 14:16.88 |                  |
| Medalha de prata  | 3       | 3    | Damien Joly          | França                         | 14:19.62 | Recorde nacional |
| Medalha de bronze | 3       | 2    | Henrik Christiansen  | Noruega                        | 14:24.08 |                  |
| 4                 | 3       | 6    | Shogo Takeda         | Japão                          | 14:25.95 | Recorde nacional |
| 5                 | 3       | 8    | Logan Fontaine       | França                         | 14:27.90 |                  |
| 6                 | 2       | 7    | Daniel Jervis        | Reino Unido                    | 14:30.47 |                  |
| 7                 | 2       | 1    | Charlie Clark        | Estados Unidos                 | 14:33.93 |                  |
| 8                 | 3       | 5    | David Johnston       | Estados Unidos                 | 14:35.27 |                  |
| 9                 | 2       | 4    | Kim Woo-min          | Coreia do Sul                  | 14:45.35 |                  |
| 10                | 2       | 2    | Stuart Swinburn      | Austrália                      | 14:51.00 |                  |
| 11                | 3       | 1    | Marwan Elkamash      | Egito                          | 14:53.57 |                  |
| 12                | 2       | 8    | Lucas Alba           | Argentina                      | 14:56.41 |                  |
| 13                | 2       | 5    | Kenta Ozaki          | Japão                          | 14:58.30 |                  |
| 14                | 2       | 3    | Carlos Garach        | Espanha                        | 14:59.37 |                  |
| 15                | 1       | 4    | Jan Hercog           | Áustria                        | 15:00.36 |                  |
| 16                | 1       | 3    | Ivan Hart            | Federação de membros suspensos | 16:07.94 |                  |
| 17                | 1       | 5    | Victor Johansson     | Suécia                         | DNS      | DNS              |
| 17                | 2       | 6    | Jon Jøntvedt         | Noruega                        | DNS      | DNS              |
| 17                | 3       | 7    | Fei Liwei            | China                          | DNS      | DNS              |

Legenda
| Recorde mundial       | Recorde mundial (World record)               |                       | Recorde africano                      | Recorde africano (African) |                                           | Q | Classificado por posição (Qualified) |
| Recorde do campeonato | Recorde do campeonato (Championship record)  | Recorde da América    | Recorde da América (Americas)         | q                          | Classificado por melhor tempo (Qualified) |   |                                      |
| Melhor marca do ano   | Melhor marca do ano (World leading)          | Recorde asiático      | Recorde asiático (Asian)              | DNS                        | Não largou (Did not start)                |   |                                      |
| Recorde nacional      | Recorde nacional (National record)           | Recorde europeu       | Recorde europeu (European)            | DNF                        | Não terminou (Did not finish)             |   |                                      |
| Recorde pessoal       | Recorde pessoal do atleta (Personal best)    | Recorde da Oceania    | Recorde da Oceania (Oceania)          | DSQ / DQ                   | Desclassificado (Disqualified)            |   |                                      |
| Recorde da temporada  | Recorde da temporada do atleta (Season best) | Recorde sul-americano | Recorde sul-americano (South America) | NM                         | Sem marca (No mark)                       |   |                                      |